# Creazione (romanzo)
Creazione (Creation) è un romanzo storico del 1981 dello scrittore statunitense Gore Vidal, ambientato tra il VI e il V secolo a.C. principalmente in Persia, ma in generale in tutto il mondo orientale.

## Storia editoriale
L'edizione del 1981 fu pubblicata dalla  Random House, ma l'editore Epstein aveva tagliato quattro capitoli, con enorme scontento di Vidal. Nel 2002 l'autore pubblicò con Doubleday la versione integrale, ristabilendo i capitoli espunti in precedenza.
Entrambe le versioni furono tradotte in molte lingue: ungherese, tedesco, polacco, catalano, ucraino, spagnolo, bulgaro, turco, russo, portoghese, francese, neogreco, persiano, italiano e altre lingue.

## Trama
Il vecchio Ciro Spitama, oramai cieco, visse ad Atene gli ultimi anni della sua vita come ambasciatore del Gran Re dei Persiani Artaserse, figlio di Serse. 

Ciro è nipote discendente di Zoroastro, profeta di Ahura Mazdah, il Saggio Signore. Figlio del figlio di Zoroastro e di una donna greca tracia, Laida, Ciro non volle diventare l'erede spirituale del nonno, non avendone la vocazione, anche se a volte la situazione in essere lo aiutò a sopravvivere. 

Ad Atene Ciro ricorda la sua vita a Democrito partendo dall'infanzia e giovinezza alla corte del Gran Re Dario, raccontandone gli intrighi e le dinamiche del potere. Durante le guerre greche, Ciro sarà inviato da Dario in India in cerca di ricchezze e possibilità di commerci, qui in un boschetto incontrerà Gautama Buddha. Ciro tornò in Persia, e Serse, suo grande amico e coetaneo, successe a suo padre Dario, Ciro allora venne inviato dal Gran Re ambasciatore in missione nel Catai, qui conobbe Lao Tze e Confucio, quindi tornerà ancora in Persia nel periodo di massimo splendore dell'impero, alla morte di Serse sarà inviato ad Atene, qui completerà la sua esistenza conoscendo il giovane Socrate e altri filosofi.
Il libro si divide in dieci capitoli o libri:
- Libro primo. Erodoto parla all'Odeon di Atene
- Libro secondo. Ai tempi del Gran Re Dario
- Libro terzo. Cominciano le guerre greche
- Libro quarto. L'incendio di Sardi
- Libro quinto. L'India
- Libro sesto. La terribile gloria dei re
- Libro settimo. Il Catai
- Libro ottavo. Perché il Gange si tinse di sangue
- Libro nono. L'età d'oro di Serse il Gran Re
- Libro decimo. La pace di Pericle

## Edizioni in italiano
- Creazione, traduzione di Pier Francesco Paolini, collana Narratori moderni, Milano, Garzanti, ottobre 1983,  p. 492, ISBN 978-88-11-66560-1.
- Creazione, prefazione di Anthony Burgess, traduzione di Stefano Tummolini, collana Le strade n.88, Roma, Fazi, gennaio 2005,  p. 718, ISBN 88-8112-579-X.  ; collana Le strade n.284, Fazi, 2016, ISBN 978-88-762-5999-9.